# Коструб Георгій Михайлович
Коструб Георгій Михайлович — 157-й міський голова Мукачевого, голова виконкому Мукачівської міської ради після возз'єднання Закарпатської України з Радянською Україною (1957-1960)	